# Війна динозаврів
Війна динозаврів (англ. D-War) — південнокорейський фантастичний фільм 2007 року.

## Сюжет
Згідно стародавній корейській легенді, жахливі створення Імуги повернуться і зруйнують планету. Репортер Ітан Кендрік, що займається розслідуванням обставин справи, приходить до висновку, що йому може допомогти дівчина Сара, уражена таємничою хворобою. Тим часом Імуги наближаються до Лос-Анджелесу, сіючи на своєму шляху хаос і розруху. Чи встигнуть Ітан і Сара врятувати жителів міста, поки ще не занадто пізно.

## У ролях
| Актор            | Роль                    |
| ---------------- | ----------------------- |
| Джейсон Бер      | Ітан Кендрік            |
| Аманда Брукс     | Сара Деніелс            |
| Роберт Форстер   | Джек                    |
| Крейг Робінсон   | Брюс                    |
| Аймі Гарсіа      | Бренді                  |
| Кріс Малкі       | агент френк Пінські     |
| Джон Алес        | агент Джада Кемпбелл    |
| Елізабет Пенья   | агент Лінда Перез       |
| Біллі Гарделл    | містер Белафонте        |
| Голмс Осборн     | гіпнотерапевт           |
| Ніколь Робінсон  | психіатр                |
| Джеффрі Пірсон   | Міністр оборони         |
| Коуді Аренс      | молодий Ітан            |
| Кевін Брезнахан  | репортер                |
| Джоді Л. Карлсон | мати Сари               |
| Домінік Олівер   | головний лікар          |
| Крейг Ентон      | доктор Остін            |
| Патріція Лі      | медсестра Сари          |
| Елой Касадос     | бздомний індіанець      |
| Алекса Мотлі     | таємничий водій         |
| Маттіас Г'юз     | мисливець за головами 1 |
| Грегорі Гінтон   | мисливець за головами 2 |
| Дерек Мірс       | мисливець за головами 3 |
| Герард Грісбаум  | мисливець за головами 4 |

## Касові збори
Під час показу в Україні, що розпочався 27 грудня 2007 року, протягом перших вихідних фільм демонстрували на 34 екранах, що дозволило йому зібрати $86,706 і посісти 5 місце в кінопрокаті того тижня. Фільм опустився на сьому сходинку українського кінопрокату наступного тижня, адже демонструвався вже на 32 екранах і зібрав за ті вихідні ще $19,381. Загалом фільм в кінопрокаті України пробув 3 тижні і зібрав $311,136, посівши 52 місце серед найбільш касових фільмів 2007 року.